# Dulce Santucci
Dulce Santucci (Muzambinho, 21 de dezembro de 1921 — São Paulo, 11 de abril de 1995) foi uma autora brasileira de telenovelas.

## Biografia
Radicada em São Paulo desde jovem, Dulce Santucci começou escrevendo radionovelas na década de 1940.
Foi autora da primeira telenovela diária da televisão brasileira, 2-5499 Ocupado, exibida em 1963 pela TV Excelsior, com Tarcísio Meira e Glória Menezes encabeçando o elenco.
Outro grande sucesso seu foi O Caminho das Estrelas, exibida em 1965 na mesma TV Excelsior. Ela também foi a responsável pelo roteiro do filme Joelma, 23º Andar.

## Telenovelas
- 2-5499 ocupado (1963) TV Excelsior
- Aqueles que dizem amar-se (1963) TV Excelsior
- As Solteiras (1964) TV Excelsior
- O Caminho das Estrelas (1965) TV Excelsior
- A Pequena Karen (1966) TV Excelsior
- Abnegação (1966/67) TV Excelsior
- Sozinho no Mundo (1968) TV Tupi
- Algemas de Ouro (1969/1970) TV Record
- Seu Único Pecado (1969) TV Record
- Tilim (1970} TV Record
- Os Fidalgos da Casa Mourisca (1972] TV Record
- Uma Esperança no Ar (1985) SBT